# Åmots kommun
Åmots kommun (norska: Åmot kommune) är en kommun i landskapet Østerdalen i Innlandet fylke i östra Norge. Kommunens centralort är tätorten Rena. 

## Etymologi
Den ursprungliga socknen är döpt efter en gammal gård vid namn Ámót på fornnordiska, då den första kyrkan byggdes där. "Á" betyder å och "mót" möte. Namnet kommer av att älvarna Glomma och Rena rinner ihop just där. Innan 1921 skrevs kommunnamnet Aamot.

## Administrativ historik
Socknen Aamot etablerades som kommun den 1 januari 1838. 1880 överfördes ett område med 302 invånare från Trysils kommun.

## Geografi
Åmots kommun ligger i den östra delen av Innlandet fylke, i vad som har varit de centrala delarna av det tidigare fylket Hedmark. Kommunen gränsar i norr till Rendalens kommun, i öster till Trysils kommun, i söder till Elverums kommun, i sydväst till Løtens, Hamars och Ringsakers kommuner och i nordväst till Stor-Elvdals kommun.

## Tätorter
I Åmots kommun finns en tätort:
- Rena (centralort)

## Socknar
Inom Norska kyrkan är Åmots kommun indelad i tre socknar:
- Desets socken
- Nordre Osens socken
- Åmots socken

Socknarna ingår i Sør-Østerdals prosteri i Hamars stift.